# Joséphine Japy
Joséphine Japy, född 12 juli 1994 i Paris, är en fransk skådespelare.
Japy har bland annat medverkat i filmerna Breathe (2014) och Sur les chemins noirs (2023).  Hon har även medverkat i TV-serienTapie, där hon spelar Bernard Tapies fru.
Hon gjorde sin regidebut med filmen Qui brille au combat, som premiärvisades vid Filmfestivalen i Cannes i maj 2025.

## Filmografi (i urval)
- 2014 – Breathe
- 2023 – Sur les chemins noirs
- 2023 – Tapie (TV-serie)
- 2025 – Det började med min mamma